# Память мира (Латинская Америка и Карибский бассейн)
Память мира (Латинская Америка и Карибский бассейн)
Первая запись программы ЮНЕСКО «Память мира» была сделана в 1997 году. Создавая свод мирового документального наследия— программа стремится задействовать экспертов для обмена информацией и привлечь ресурсы для сохранения, оцифровки и распространения документальных материалов. По состоянию на 2013 году, в реестр было включено 193 памятника документального наследия, среди которых записи народной музыки, древних языков и фонетики; древние остатки религиозных и светских рукописей; коллективные прижизненные произведения известных гигантов литературы, науки и музыки; копии знаковых кинофильмов и короткометражных фильмов, а также отчеты, содержащие в себе изменения на мировой политической, экономической и социальной арене. Из них 33 были номинированы странами Латинской Америки и Карибского бассейна.

## Список объектов наследия проекта «Память мира» Латинской Америки и Карибского бассейна
| Страна/Территория                                                                                                 | Документальное наследие[A] | Год добавления | Местонахождение                                                                 | Ссылка                                            |
| --- | --- | -------------- | ------------------------------------------------------------------------------- | ------------------------------------------------- |
| Ангилья, Антигуа и Барбуда, Ямайка, Великобритания & Монтсеррат                                                   | Коллекция Вест-Индского комитета | 2015           | Библиотека Сиднея Мартина, Университет Вест-Индии, кампус в Кейв-Хилл, Барбадос | [ 3 ]                                             |
| Аргентина | Документальное наследие Вице-королевства Рио-де-ла-Плата | 1997           | Национальный Архив, Буэнос-Айрес                                                | [ 4 ]                                             |
| Аргентина | Документальное наследие по ситуации с правами человека в «Грязной войне» 1976—1983 — Архивы правды, справедливости и памяти в борьбе против государственного терроризма                 | 2007           | Архивы CONADEP и другие места Местоположение меняется                           | [ 5 ]                                             |
| Аргентина & США                                                                                                   | Документальный центр виллы Окампо | 2017           | Вилла Окампо и Библиотека Гарвардского университета                             | [ 6 ]                                             |
| Багамские острова                                                                                                 | Дневники Чарльза Дундаса | 2009           | Архив Багамских островов, Нассау                                                | [ 7 ]                                             |
| Багамские острова, Белиз, Доминиканская Республика, Ямайка, Сент-Китс и Невис, Тринидад и Тобаго & Великобритания | Реестр рабов Карибского бассейна 1817—1834 | 2009           | Множественные архивы в перечисленных странах                                    | [ 8 ]                                             |
| Барбадос | Документальное наследие порабощенных народов Карибского бассейна | 2003           | Барбадосский музей и историческое общество, Сент-Майкл, Барбадос                | [ 9 ]                                             |
| Барбадос | Федеральные архивные фонды | 2009           | Университет Вест-Индии, кампус в Кейв-Хилл                                      | [ 10 ]                                            |
| Барбадос | Коллекция Ниты Бэрроу | 2009           | Университет Вест-Индии, кампус в Кейв-Хилл                                      | [ 11 ]                                            |
| Барбадос, Ямайка, Панама, Сент-Люсия, Великобритания & США                                                        | Вест-Индийские работники на Панамском канале | 2011           | Множественные архивы и библиотеки в перечисленных странах                       | [ 12 ]                                            |
| Барбадос | Бумаги Вест-Индийской комиссии | 2015           |                                                                                 | [ 13 ]                                            |
| Барбадос & Великобритания                                                                                         | Африканские песни и песнопения с Барбадоса | 2017           |                                                                                 | [ 14 ]                                            |
| Боливия, Колумбия, Мексика & Перу                                                                                 | Американская колониальная музыка | 2007           | Местоположение меняется                                                         | [ 15 ]                                            |
| Боливия | Документальный фонд Королевской аудиенсии Ла-Плата (RALP) | 2011           | Национальный архив Боливии                                                      | [ 16 ]                                            |
| Боливия | Коллекция музыкальных рукописей кафедрального собора Ла-Плата. | 2013           | Национальный архив Боливии                                                      | [ 17 ]                                            |
| Боливия & Куба | Работы Эрнесто Че Гевары: оригиналы его юношеских рукописей и дневники кампании в Боливии                                                                                               | 2013           | Центр исследований Че Гевары                                                    | [ 18 ]                                            |
| Бразилия | Императорская коллекция: зарубежная и бразильская фотография 19 века | 2003           | Национальная библиотека Бразилии, Рио-де-Жанейро                                | [ 19 ]                                            |
| Бразилия | Сеть информационных данных о военном режиме в Бразилии (1964—1985) | 2011           | Национальный архив Бразилии                                                     | [ 20 ]                                            |
| Бразилия, Гана, Нидерланды, Гайана, Нидерландские Антильские острова, Суринам, Великобритания & США               | Архивы Голландской Вест-Индской компании | 2011           |                                                                                 | Архивная копия от 10 июля 2021 на Wayback Machine |
| Бразилия | Архитектурный архив Оскара Нимейера | 2013           |                                                                                 | [ 21 ]                                            |
| Бразилия | Документы об императоре Педру II и его путешествиях по Бразилии и за рубежом | 2013           | Имперский музей Бразилии                                                        | [ 22 ]                                            |
| Бразилия & Италия                                                                                                 | Антониу Карлус Гомес | 2015           |                                                                                 | [ 23 ]                                            |
| Бразилия & Уругвай                                                                                                | Фонд защиты прав человека стран Южного конуса (CLAMOR) | 2015           |                                                                                 | [ 24 ]                                            |
| Бразилия & Уругвай                                                                                                | Война Тройственного Альянса: иконографические и картографические презентации | 2015           |                                                                                 | [ 25 ]                                            |
| Бразилия | Коллекция педагога Паулу Фрейре | 2017           |                                                                                 | [ 26 ]                                            |
| Бразилия | Персональный архив Низе де Сильвейра, психиатра, ученицы Юнга | 2017           |                                                                                 | [ 27 ]                                            |
| Чили | Архив прав человека (Операция кондор) | 2003           | Национальный архив Чили, Сантьяго                                               | [ 28 ]                                            |
| Чили | Иезуиты Америки | 2003           | Национальный архив Чили, Сантьяго                                               | [ 29 ]                                            |
| Чили | Сборники печатной чилийской народной поэзии: народная лира | 2013           |                                                                                 | [ 30 ]                                            |
| Колумбия | Архивы афроамериканских рабов | 2005           | Общий национальный колумбийский архив, Богота                                   | [ 31 ]                                            |
| Коста-Рика | Упразднение армии Коста-Рики | 2017           |                                                                                 | [ 32 ]                                            |
| Коста-Рика | Центральноамериканский суд | 2017           |                                                                                 | [ 33 ]                                            |
| Куба | Фонд Марти Хосе | 2005           | Обучающий центр Марти, Гавана                                                   | [ 34 ]                                            |
| Куба | Оригинальные негативны латиноамериканских новостей из Кубинского института кинематографии и искусства                                                                                   | 2009           | Кубинский институт кинематографии и искусства, Гавана                           | [ 35 ]                                            |
| Кюрасао, Суринам & Нидерланды                                                                                     | Архив Миттельбурской Коммерческой компании | 2011           |                                                                                 | [ 36 ]                                            |
| Доминиканская Республика                                                                                          | Книга для крещения рабов (1636—1670) | 2009           | Историческиe архивы Архиепархии Санто-Доминго, Санто-Доминго                    | [ 37 ]                                            |
| Доминиканская Республика                                                                                          | Документальное наследие сопротивления и борьбы за права человека в Доминиканской Республике, 1930—1961                                                                                  | 2009           | Местоположение меняется                                                         | [ 38 ]                                            |
| Эквадор | Документальное наследие салезианского апостольского викариата в эквадорской Амазонии 1890-1930                                                                                          | 2015           |                                                                                 | [ 39 ]                                            |
| Сальвадор | Документальный фонд Игнасио Эльякуриа: историческая реальность и свобода | 2017           |                                                                                 | [ 40 ]                                            |
| Гватемала | Красное воспоминание: природные, исторические, материальные, военные и политические описания Королевства Гватемала                                                                      | 2017           |                                                                                 | [ 41 ]                                            |
| Гайана, Суринам, Тринидад и Тобаго & Фиджи                                                                        | Записи индийских наемных рабочих | 2011           |                                                                                 | [ 42 ]                                            |
| Гаити | вещи Одетт Менессон — Риго | 2017           |                                                                                 | [ 43 ]                                            |
| Мексика | Коллекция мексиканских записей | 1997           | Национальная библиотека антропологии и истории, Мехико                          | [ 44 ]                                            |
| Мексика | Записи Оахаки | 1997           | Национальный архив, Мехико                                                      | [ 45 ]                                            |
| Мексика | Записи Куахимапасы | 1997           | Национальный архив, Мехико                                                      | [ 46 ]                                            |
| Мексика | Фильм «Забытые» | 2003           | Фильмотека, Мехико                                                              | [ 47 ]                                            |
| Мексика | Библиотека Палафоксиана | 2005           | Библиотека Палафоксиана, Пуэбла                                                 | [ 48 ]                                            |
| Мексика | Коллекция коренных языков | 2007           | Университет Гвадалахары, Гвадалахара                                            | [ 49 ]                                            |
| Мексика | Центр документации и расследований Сообщества ашкенази в Мексике (XVI—XX века) | 2009           | Центр документации и расследований Сообщества Ашкенази в Мексике, Мехико        | [ 50 ]                                            |
| Мексика | Пиктограммы XVI—XVIII веков из «Карт, рисунков и иллюстраций» из Национальных архивов Мексики                                                                                           | 2011           |                                                                                 | [ 51 ]                                            |
| Мексика | Старые фонды исторического архива школы «Colegio de Vizcaínas»: образование и поддержка женщин в мировой истории                                                                        | 2013           |                                                                                 | [ 52 ]                                            |
| Мексика | Судебные разбирательства, касающиеся права: эффективное средство правовой защиты как вклад мексиканского судебного приказа о защите во Всеобщую декларацию прав человека (UDHR) of 1948 | 2015           |                                                                                 | [ 53 ]                                            |
| Мексика | Архивы негативов, публикаций и документов Мануэля Альвареса Браво | 2017           |                                                                                 | [ 54 ]                                            |
| Никарагуа | Кампания грамотности Никарагуа | 2007           | Институт истории Никарагуа и Центральной Америки, Managua                       | [ 55 ]                                            |
| Парагвай | Архивы Террора | 2009           | Центр документации и архивов защиты человеческого права (CDyA), Асунсьон        | [ 56 ]                                            |
| Перу | Первые перуанские и южноамериканские издания (1584—1619) | 2013           |                                                                                 | [ 57 ]                                            |
| Перу | Дорожные журналы конкистадоров или «Becerro Book» | 2013           |                                                                                 | [ 58 ]                                            |
| Сент-Люсия | Бумаги Артура Льюиса | 2009           | Библиотека г. Принстон, Принстон                                                | [ 59 ]                                            |
| Сен-Мартен | Путь к свободе: пример того, как порабощенные африканцы получили свободу на многонациональном острове Сен-Мартен                                                                        | 2017           |                                                                                 | [ 60 ]                                            |
| Тринидад и Тобаго                                                                                                 | Коллекция Дерека Уолкотта | 1997           | Университет Вест-Индии, кампус в Сент-Августин                                  | [ 61 ]                                            |
| Тринидад и Тобаго                                                                                                 | Памятная коллекция Эрика Уильямса | 1999           | Университет Вест-Индии, кампус в Сент-Августин                                  | [ 62 ]                                            |
| Тринидад и Тобаго                                                                                                 | Коллекция Сирила Джеймса | 2005           | Университет Вест-Индии, кампус в Сент-Августин                                  | [ 63 ]                                            |
| Тринидад и Тобаго                                                                                                 | Коллекция Константина | 2011           |                                                                                 | [ 64 ]                                            |
| Уругвай | Оригинальная запись Гарделя Карлоса — Horacio Loriente Collection (1913—1935) | 2003           | Главный Национальный архив, Монтевидео                                          | [ 65 ]                                            |
| Венесуэла | Главный Национальный Архив — записи освободителя Симона Боливара | 1997           | Национальный архив, Каракас                                                     | [ 66 ]                                            |
| Венесуэла | Коллекция латиноамериканских фотографий XIX века | 1997           | Национальная библиотека, Каракас                                                | [ 67 ]                                            |
| Венесуэла | Архивы Франсиско Миранда’ | 2007           | Национальная академия истории, Каракас                                          | [ 68 ]                                            |